# Garhmukteshwar
Garhmukteshwar è una suddivisione dell'India, classificata come municipal board, di 33.432 abitanti, situata nel distretto di Ghaziabad, nello stato federato dell'Uttar Pradesh. In base al numero di abitanti la città rientra nella classe III (da 20.000 a 49.999 persone).

## Geografia fisica
La città è situata a 28° 48' 0 N e 78° 5' 60 E e ha un'altitudine di 200 m s.l.m..

## Società

### Evoluzione demografica
Al censimento del 2001 la popolazione di Garhmukteshwar assommava a 33.432 persone, delle quali 17.989 maschi e 15.443 femmine. I bambini di età inferiore o uguale ai sei anni assommavano a 5.584, dei quali 2.989 maschi e 2.595 femmine. Infine, coloro che erano in grado di saper almeno leggere e scrivere erano 16.739, dei quali 10.448 maschi e 6.291 femmine.